# Diamond White
Diamond Karruen White Long (Detroit, Míchigan, Estados Unidos; 1 de enero de 1999) es una cantante y actriz estadounidense quien, en el 2007 con tan solo ocho años de edad, protagonizó una producción de Chicago basada en The Color Purple que también realizó una gira nacional. Ella es la voz de Francine "Frankie" Elma Greene en Transformers: Rescue Bots y ha realizado apariciones especiales en Transformers: Rescue Bots y Sofia the First y un papel recurrente en Phineas y Ferb. En el 2012, fue participante en la segunda temporada del reality estadounidense The X Factor, quedando en el quinto lugar.

## Carrera profesional
White audicionó para la segunda temporada del reality estadounidense The X Factor en San Francisco, California con «It's a Man's Man's Man's World» de James Brown. En la Parte 1 del Bootcamp, White cantó «I Have Nothing» de Whitney Houston de la película El guardaespaldas. En la Parte 2, se enfrentaba a la integrante de Fifth Harmony, Dinah Jane cantando el éxito de Kelly Clarkson «Stronger (What Doesn't Kill You)». En la ronda realizada en la casa de los jurados, Diamond interpretó el éxito de Avril Lavigne «I'm with You». Su mentor, Britney Spears, la escogió para competir en los shows en vivo. White interpretó «Hey, Soul Sister» durante el primer show en vivo el 31 de octubre de 2012.[cita requerida]
El 1 de noviembre de 2012, durante los resultados del primer show en vivo, White, junto a Arin Ray fueron puesto en una línea, con uno de los concursantes restantes en la competencia y el otro regresando a casa. White interpretó «Sorry Seems to Be the Hardest Word». Spears seleccionó a Ray para permanecer en la competencia, enviando a White a casa. Sin embargo, en el episodio del 7 de noviembre, White regresó a la competencia como una carta bajo la manga, creando un Top 13. En el segundo show en vivo que se emitió el 7 de noviembre de 2012, interpretó nuevamente «I Have Nothing», recibiendo reacciones positivas de los jurados y avanzando hacia el Top 12.[cita requerida]
El 14 de noviembre de 2012, interpretó «Halo» y avanzó hacia el Top 10. El 21 de noviembre de 2012, interpretó «Because You Loved Me» de Celine Dion con el cual ganó un puesto en el Top 8. El 28 de noviembre de 2012, interpretó «I Wanna Dance with Somebody (Who Loves Me)» y fue puesta en el Bottom 1 junto a Vino Alana, en donde interpretó «I Was Here».